# Remington 1911 R1
Le Remington 1911 R1 est un pistolet semi-automatique inspiré du Colt M1911 classique qui a servi les forces armées américaines pendant plus de 100 ans. Comme le Colt 1911, le Remington 1911 est à simple action et dispose d'une sécurité de poignée (en) et d'une sécurité de pouce (en) à commande manuelle. Il dispose également d'une sécurité de percuteur (en) de type Colt série 80.

## Histoire
En 1918, Remington Arms produit un pistolet de type 1911 modelé sur le Colt M1911 après avoir reçu un contrat du gouvernement américain pour la production de pistolets. La guerre se termine seulement un an plus tard et Remington arrête la production du 1911 en 1919 jusqu'en avril 2010, date à laquelle elle annonce qu'elle recommence à produire le 1911. Cette fois, le pistolet est commercialisé sous le nom de Remington 1911 R1. Cette réapparition sur le marché des armes de poing est la première fois en 12 ans que Remington produit une arme de poing, puisque leur dernière arme de poing, la Remington XP-100 (en), a cessé d'être produite en 1998.

## Variantes

### Modèle 1911 R1 Carry
Différents du reste de la gamme R1 avec leurs cadres coulés, les modèles Carry sont dotés d'une glissière et d'un cadre en acier au carbone forgé, ainsi que d'une lunette arrière de marque Novak, d'une lunette avant Trijicon, d'une sangle avant et d'un boîtier de ressort à 25 LPI, d'un canon en acier inoxydable de qualité match avec couronne cible, d'une sécurité ambidextre, d'une sécurité de poignée à queue de castor également avec une bosse de mémoire à 25 LPI quadrillée, d'une détente de match en aluminium squelettique, d'un port d'éjection abaissé et évasé, d'un marteau amélioré et de poignées en cocobolo. L'arme est actuellement proposée dans un modèle Government de 12,7 cm et un modèle Commander de 10,8 cm, tous deux chambrés en .45 ACP et un MSRP (en) à 1 067 $ début 2018.

### Modèle 1911 R1 Centennial
Ses caractéristiques comprennent une perle en laiton dans la mire avant, des poignées personnalisées avec un médaillon Remington et une gravure spéciale pour l'anniversaire des 100 ans du pistolet 1911.

### Modèle 1911 R1 Centennial édition limitée
La glissière est ornée d'une gravure anniversaire réalisée à l'aide d'une banderole en or 24 carats. Il est également doté d'une finition bleu carbona et d'une perle en or 14 carats dans le guidon.

### Modèle 1911 R1 Enhanced
Il est doté d'un chien et d'une détente améliorés, d'un bouton de déverrouillage du chargeur rallongé, d'une sécurité au pouce élargie et de poignées personnalisées avec rainures pour le pouce. Le viseur est réglable à l'arrière et comporte une fibre optique rouge à l'avant. Il est livré avec deux chargeurs rembourrés, chacun d'une capacité de 8 balles.

### Modèle 1911 R1 Enhanced Threaded Barrel
Identique à l'Enhanced mais avec un canon fileté permettant la fixation d'un silencieux. Il est également doté d'un viseur avant et arrière plus haut pour le tir avec un silencieux.

### Modèle 1911 R1 Stainless
Identique à l'original mais avec une monture, une glissière et diverses petites pièces en acier inoxydable mat.